# Nachtclubbrand in Santa Maria
De nachtclubbrand in de Braziliaanse stad Santa Maria vond plaats op 27 januari 2013. Bij de brand in nachtclub Kiss vielen 242 doden en raakten ongeveer 200 mensen gewond.

## De brand
Het vuur ontstond rond twee uur 's nachts. Op dat moment waren er zeker 500 mensen in de club aanwezig. Volgens ooggetuigen ontstond de brand doordat een van de op dat moment optredende bandleden vuurwerk afstak, waardoor het plafond vlam vatte, wat een snelle verspreiding van giftige rook veroorzaakte.
Een groot deel van de slachtoffers overleed ten gevolge van rookinhalatie, anderen werden vertrapt. Door gebrekkige signalering wisten veel bezoekers de uitgangen niet te vinden.

## Onderzoek
De politie heeft twee eigenaren van de club, een bandlid en het hoofd beveiliging van de band aangehouden en ondervraagd.

## Reacties
De Braziliaanse president Dilma Rousseff keerde vroegtijdig terug van een internationale top in Chili en bezocht de plaats van de ramp. De gouverneur van de staat Rio Grande do Sul betuigde zijn medeleven via een video op YouTube. De burgemeester van Santa Maria, Cezar Schirmer, kondigde een dertigdaagse periode van rouw af voor de stad. Op haar beurt stelde president Rousseff drie dagen van nationale rouw in.

## Veroordeling
In december 2021 werden 4 mannen, 2 eigenaren van de discotheek en 2 bandleden, veroordeeld voor hun aandeel in de brand; hun straf varieerde van 18 jaar cel tot 22,5 jaar cel.